# Радьки
Ра́дьки — село в Україні, у Хорольській міській громаді Лубенського району Полтавської області. Населення становить 151 осіб. До 2020 орган місцевого самоврядування — Староаврамівська сільська рада.

## Історія
12 червня 2020 року, відповідно до розпорядження Кабінету Міністрів України № 721-р «Про визначення адміністративних центрів та затвердження територій територіальних громад Полтавської області», село увійшло до складу Хорольської міської громади..
19 липня 2020 року, в результаті адміністративно - територіальної реформи та ліквідації Хорольського району, село увійшло до складу новоутвореного Лубенського району.

## Населення

### Мова
Розподіл населення за рідною мовою за даними перепису 2001 року:
| Мова       | Кількість | Відсоток |
| ---------- | --------- | -------- |
| українська | 150       | 99.34%   |
| російська  | 1         | 0.66%    |
| Усього     | 151       | 100%     |

## Географія
Село Радьки розташоване на відстані 2 км від міста Хорол, на відстані 2,5 км від сіл Глибока Долина, Павлівка та Лобкова Балка. По селу протікає пересихаючий струмок з загатою. Поруч проходить автомобільна дорога М03.
Поруч зі селом розташоване лісове заповідне урочище «Радьки».